# NGC 189
NGC 189 (również OCL 301) – gromada otwarta znajdująca się w gwiazdozbiorze Kasjopei w odległości około 2,5 tysiąca lat świetlnych. Odkryła ją Caroline Herschel 27 września 1783 roku, a niezależnie zaobserwował ją John Herschel 27 października 1829 roku.